# جوزيف-هوبير لاكروا
جوزيف-هوبير لاكروا هو سياسي كندي، ولد في 5 مايو 1743، وتوفي في 15 يوليو 1821. انتخب Member of the  Legislative Assembly of Lower Canada ‏.